# Liste der Kulturgüter in Scuol
Die Liste der Kulturgüter in Scuol enthält alle Objekte in der Gemeinde Scuol im Kanton Graubünden, die gemäss der Haager Konvention zum Schutz von Kulturgut bei bewaffneten Konflikten, dem Bundesgesetz vom 20. Juni 2014 über den Schutz der Kulturgüter bei bewaffneten Konflikten sowie der Verordnung vom 29. Oktober 2014 über den Schutz der Kulturgüter bei bewaffneten Konflikten unter Schutz stehen.
Objekte der Kategorien A und B sind vollständig in der Liste enthalten, Objekte der Kategorie C fehlen zurzeit (Stand: 1. Januar 2023).

## Kulturgüter
| Foto |                                                                                | Objekt | Kat. | Typ | Standort                                | Beschreibung                                                  |
| ---- | ------------------------------------------------------------------------------ | --- | ---- | --- | --------------------------------------- | ------------------------------------------------------------- |
| ja   | Datei hochladen · Wikidata zu Reformierte Kirche (Q2137059)                    | Reformierte Kirche / Baselgia rifurmada KGS-Nr.: 03248 | A    | G   | Chant Baselgia 70 818352 / 186593       |                                                               |
| BW   | Datei hochladen · Wikidata zu Kurhaus Bad Tarasp mit Nebengebäuden (Q29521603) | Kurhaus Bad Tarasp mit Nebengebäuden / Chasa da cura Bogn Tarasp cun edifizis annexs KGS-Nr.: 03249 | A    | G   | Tarasp, Nairs 500 816577 / 185973       |                                                               |
| ja   | Datei hochladen · Wikidata zu Schloss Tarasp (Q668250)                         | Schloss Tarasp / Chastè da Tarasp KGS-Nr.: 03338 | A    | G   | Tarasp, Sparsels 140 815555 / 184741    |                                                               |
| ja   | Datei hochladen · Wikidata zu Trinkhalle (Q29521610)                           | Trinkhalle / Bavetta KGS-Nr.: 03341 | A    | G   | Vulpera, Nairs 300 816840 / 185880      |                                                               |
| ja   | Datei hochladen · Wikidata zu Ruine Steinsberg (Q1476803)                      | Steinsberg, bronzezeitlich-eisenzeitliche Siedlung, mittelalterliche Burg- und Kirchenruine / Steinsberg, culegna dal temp da bronz e da fier, ruina da chastè e baselgia dal temp medieval KGS-Nr.: 09611 | A    | F   | Ardez, Bröl Dadain 39 811240 / 184080   |                                                               |
| ja   | Datei hochladen · Wikidata zu Chasa Wieland (Q29521595)                        | Haus Wieland / Chasa Wieland KGS-Nr.: 10057 | A    | G   | Porta 29 818443 / 186642                |                                                               |
| ja   | Datei hochladen · Wikidata zu Doppelhaus mit Ställen und Scheunen (Q14662153)  | Doppelhaus mit Ställen und Scheunen / Chasa dubla cun stallas e clavads KGS-Nr.: 10379 | A    | G   | Ardez, Fusch 155 810798 / 184182        |                                                               |
| ja   | Datei hochladen · Wikidata zu Reformierte Kirche Ardez (Q1650638)              | Reformierte Kirche / Baselgia rifurmada KGS-Nr.: 02837 | B    | G   | Ardez, Plaz 811010 / 184185             |                                                               |
| ja   | Datei hochladen · Wikidata zu Chasa Clalüna (Q29785054)                        | Haus Clalüna / Chasa Clalüna KGS-Nr.: 02838 | B    | G   | Bos-cha 220 808490 / 184314             |                                                               |
| ja   | Datei hochladen · Wikidata zu Chasa Campell, Ardez (Q29785062)                 | Haus Campell (ehemaliges Plantahaus) / Chasa Campell (anteriura Chasa Planta) KGS-Nr.: 02839 | B    | G   | Ardez, Tuor 135 810870 / 184193         |                                                               |
| ja   | Datei hochladen · Wikidata zu Chasa Cläglüna, Ardez (Q29785065)                | Haus Cläglüna / Chasa Cläglüna KGS-Nr.: 02840 | B    | G   | Ardez, Plaz 100 810960 / 184160         |                                                               |
| ja   | Datei hochladen · Wikidata zu Haus Planta von Wildenberg (Q29785072)           | Haus Könz, ehemaliges Haus Planta / Chasa Könz, anteriura Chasa Planta KGS-Nr.: 02841 | B    | G   | Ardez, Paramuvel 120 810915 / 184175    |                                                               |
| ja   | Datei hochladen · Wikidata zu Chasa Noglér, Ardez (Q29785077)                  | Haus Noglér / Chasa Noglér KGS-Nr.: 02842 | B    | G   | Ardez, Aual 131 810880 / 184160         |                                                               |
| ja   | Datei hochladen · Wikidata zu Chasa Planta, Ardez (Q29785080)                  | Haus Planta / Chasa Planta KGS-Nr.: 02843 | B    | G   | Ardez, Tuor 141a 810815 / 184206        |                                                               |
| ja   | Datei hochladen · Wikidata zu Chasa Strimer, Ardez (Q29785082)                 | Haus Strimer-Vonzun / Chasa Strimer-Vonzun KGS-Nr.: 02844 | B    | G   | Ardez, Plazzetta 67, 68 811013 / 184142 |                                                               |
| ja   | Datei hochladen · Wikidata zu Chasa Stupan, Ardez (Q29785083)                  | Haus Stupan / Chasa Stupan KGS-Nr.: 02845 | B    | G   | Ardez, Tuor 136 810876 / 184206         |                                                               |
| ja   | Datei hochladen · Wikidata zu Tuor Vonzun (Q29785109)                          | Vonzun-Turm / Tuor Vonzun KGS-Nr.: 02847 | B    | G   | Ardez, Crusch 113 810890 / 184085       |                                                               |
| ja   | Datei hochladen · Wikidata zu Chasa Vulpius (Q29785087)                        | Haus Vulpius / Chasa Vulpius KGS-Nr.: 03018 | B    | G   | Ftan, Rontsch 84 814305 / 186074        |                                                               |
| ja   | Datei hochladen · Wikidata zu Museum d'Engiadina bassa (Q2497442)              | La Clostra KGS-Nr.: 03251 | B    | G   | Plaz 66 818440 / 186590                 |                                                               |
| ja   | Datei hochladen · Wikidata zu Holzbrücke in Scuol (Q29785093)                  | Holzbrücke über den Inn / Punt da lain sur l’En KGS-Nr.: 03252 | B    | G   | Punt 818370 / 186470                    |                                                               |
| ja   | Datei hochladen · Wikidata zu Museum Schmelzra S-charl (Q1954485)              | Mittelalterlich-neuzeitliche Ruine der Schmelzra und Untermadlain, Blei-, Silberbergwerk / Ruina dal temp medieval e modern da la Schmelzra e Mot Madlain, miniera d’argient e da plum KGS-Nr.: 03254      | B    | G   | S-charl 820724 / 178108                 |                                                               |
| ja   | Datei hochladen · Wikidata zu Bahnhof Scuol-Tarasp (Q360749)                   | Bahnhof der Rhätischen Bahn / Staziun da la Viafier retica KGS-Nr.: 03255 | B    | G   | Via de la Staziun 498 817400 / 186460   |                                                               |
| ja   | Datei hochladen · Wikidata zu Reformierte Kirche Sent (Q2137062)               | Reformierte Kirche / Baselgia rifurmada KGS-Nr.: 03260 | B    | G   | Sent, Avant Baselgia 79 821130 / 189050 |                                                               |
| ja   | Datei hochladen · Wikidata zu San Peder (Q2219865)                             | San Peder, mittelalterliche Ruine der Reformierten Kirche / San Peder, ruina medieval da la baselgia rifurmada KGS-Nr.: 03261                                                                              | B    | G   | Sent, Stron 250b 820830 / 189070        |                                                               |
| ja   | Datei hochladen · Wikidata zu Palast Corradini (Q29785092)                     | Palazzo Corradini KGS-Nr.: 03262 | B    | G   | Sent, Schigliana 214 821140 / 189290    |                                                               |
| ja   | Datei hochladen · Wikidata zu Punt sur il En, Sent (Q29785100)                 | Brücke über die Inn / Punt sur l’En KGS-Nr.: 03263 | B    | G   | Sent, Sur En 823312 / 189473            |                                                               |
| ja   | Datei hochladen · Wikidata zu Dreifaltigkeitskirche (Q29785088)                | Katholische Kirche / Baselgia catolica KGS-Nr.: 03339 | B    | G   | Tarasp, Fontana 18 815330 / 184440      |                                                               |
| BW   | Datei hochladen · Wikidata zu Chasa Stecher (Q29785090)                        | Haus Stecher / Chasa Stecher KGS-Nr.: 03340 | B    | G   | Tarasp, Fontana 20a 815330 / 184420     |                                                               |
| ja   | Datei hochladen · Wikidata zu Haus mit Stall, Ardez (Q29785066)                | Haus mit Stall / Chasa cun stalla KGS-Nr.: 10031 | B    | G   | Ardez, Bröl 26 811145 / 184195          |                                                               |
| ja   | Datei hochladen · Wikidata zu Bahnhof Ardez (Q29785097)                        | Bahnhof der Rhätischen Bahn / Staziun da la Viafier retica KGS-Nr.: 10723 | B    | G   | Ardez, Chanvers 94 810840 / 183977      |                                                               |
| ja   | Datei hochladen · Wikidata zu Reformierte Kirche Giarsun (Q2136899)            | Reformierte Kirche / Baselgia refurmada KGS-Nr.: 10743 | B    | G   | Guarda, Giarsun 124 806663 / 183420     |                                                               |
| BW   | Datei hochladen · Wikidata zu Haus Dürr (Q29785068)                            | Haus Dürr / Chasa Dürr KGS-Nr.: 10789 | B    | G   | Schombrina Sot 82 818335 / 186665       |                                                               |
| BW   | Datei hochladen · Wikidata zu Haus (Q29785057)                                 | Haus / Chasa KGS-Nr.: 10790 | B    | G   | Dualatsch 136 818328 / 186793           |                                                               |
| BW   | Datei hochladen · Wikidata zu (Q29785055)                                      | Haus / Chasa KGS-Nr.: 10791 | B    | G   | Bagnera 190 818606 / 186978             |                                                               |
| BW   | Datei hochladen · Wikidata zu Haus Bazell (Q29785061)                          | Haus Bazell / Chasa Bazell KGS-Nr.: 10794 | B    | G   | Sent, Saglina 35 821273 / 189118        |                                                               |
| BW   | Datei hochladen · Wikidata zu Haus Tschalèr (Q29785085)                        | Haus Tschalèr / Chasa Tschalèr KGS-Nr.: 10795 | B    | G   | Sent, Bügliet 87 821057 / 189089        |                                                               |
| BW   | Datei hochladen · Wikidata zu Haus Leva mit Stall und Scheune (Q29785073)      | Haus Leva mit Stall und Scheune / Chasa Leva cun stalla e tablà KGS-Nr.: 10796 | B    | G   | Sent, Surataglia 265 821726 / 189122    |                                                               |
| ja   | Datei hochladen · Wikidata zu Staziun RhB da trafo, Ardez (Q29785099)          | Trafostation der Rhätischen Bahn / Staziun da trafo da la Viafier retica KGS-Nr.: 12425 | B    | G   | Ardez, Aual 810910 / 183970             |                                                               |
| ja   | Datei hochladen · Wikidata zu Reformierte Kirche Sur En (Q2137083)             | Reformierte Kirche / Baselgia refurmeda KGS-Nr.: 12426 | B    | G   | Ardez, Sur En 206 809034 / 183122       |                                                               |
| ja   | Datei hochladen · Wikidata zu Wohnhaus (Q29785102)                             | Wohnhaus / Chasa KGS-Nr.: 12427 | B    | G   | Ardez, Sur En 200 809050 / 183182       |                                                               |
| ja   | Datei hochladen · Wikidata zu Sur En, Wohnhaus (Q29785104)                     | Wohnhaus / Chasa KGS-Nr.: 12428 | B    | G   | Ardez, Sur En 205 809037 / 183133       |                                                               |
| ja   | Datei hochladen · Wikidata zu Sur En, Wohnhaus (Q29785105)                     | Wohnhaus / Chasa KGS-Nr.: 12429 | B    | G   | Ardez, Sur En 208 809013 / 183122       |                                                               |
| ja   | Datei hochladen · Wikidata zu Sur En, Wohnhaus mit Stallscheune (Q29785107)    | Wohnhaus mit Stallscheune / Chasa cun stalla e tablà KGS-Nr.: 12430 | B    | G   | Ardez, Sur En 213 809007 / 183191       | Das Gebäude ist mit Sgraffiti von Steivan Liun Könz verziert. |
| ja   | Datei hochladen · Wikidata zu Alpine Mühle (Q29785052)                         | Alpine Mühle / Muglin alpin KGS-Nr.: 12447 | B    | G   | Ftan, Muglin 145 813980 / 185590        |                                                               |
| ja   | Datei hochladen · Wikidata zu Haus Tonas (Q29785078)                           | Haus / Chasa KGS-Nr.: 12479 | B    | G   | Sent, Archas Sura 210 821219 / 189316   |                                                               |